# Where Have You Been
"Where Have You Been" é uma canção da cantora barbadense Rihanna, gravada para o seu sexto álbum de estúdio Talk That Talk (2011). Foi composta por Ester Dean, Lukasz Gottwald, Adam Richard Wiles, Henry Walter, Geoff Mack e a produção esteve a cargo de Dr. Luke, Cirkut e Calvin Harris. A sua gravação decorreu em 2011 no Grand Hotel em Oslo e nos estúdios Eightysevenfourteen Studios em Los Angeles e Eyeknowasecret Studios na Califórnia.
A canção deriva de origens estilísticas do house e trance, o seu arranjo musical é composto por sintetizadores, possuindo uma batida semelhante à de "We Found Love", também produzida por Calvin Harris. Devido às descargas digitais posteriores ao lançamento do disco, conseguiu entrar na tabela musical da Irlanda.

## Composição
"Where Have You Been" foi composta por Ester Dean, Lukasz Gottwald, Adam Richard Wiles, Henry Walter, Geoff Mack, e a produção esteve a cargo de Dr. Luke, Cirkut e Calvin Harris, e contém elementos da composição de Mack's "I've Been Everywhere" (1959). A canção foi gravada no Grand Hotel, Room 654 em Oslo, Noruega. "Where Have You Been" é uma das duas músicas co-escrita e co-produzida por Harris que foram incluídas no álbum Talk That Talk, a outra é "We Found Love", em que Harris aparece como artista em destaque.

## Videoclipe

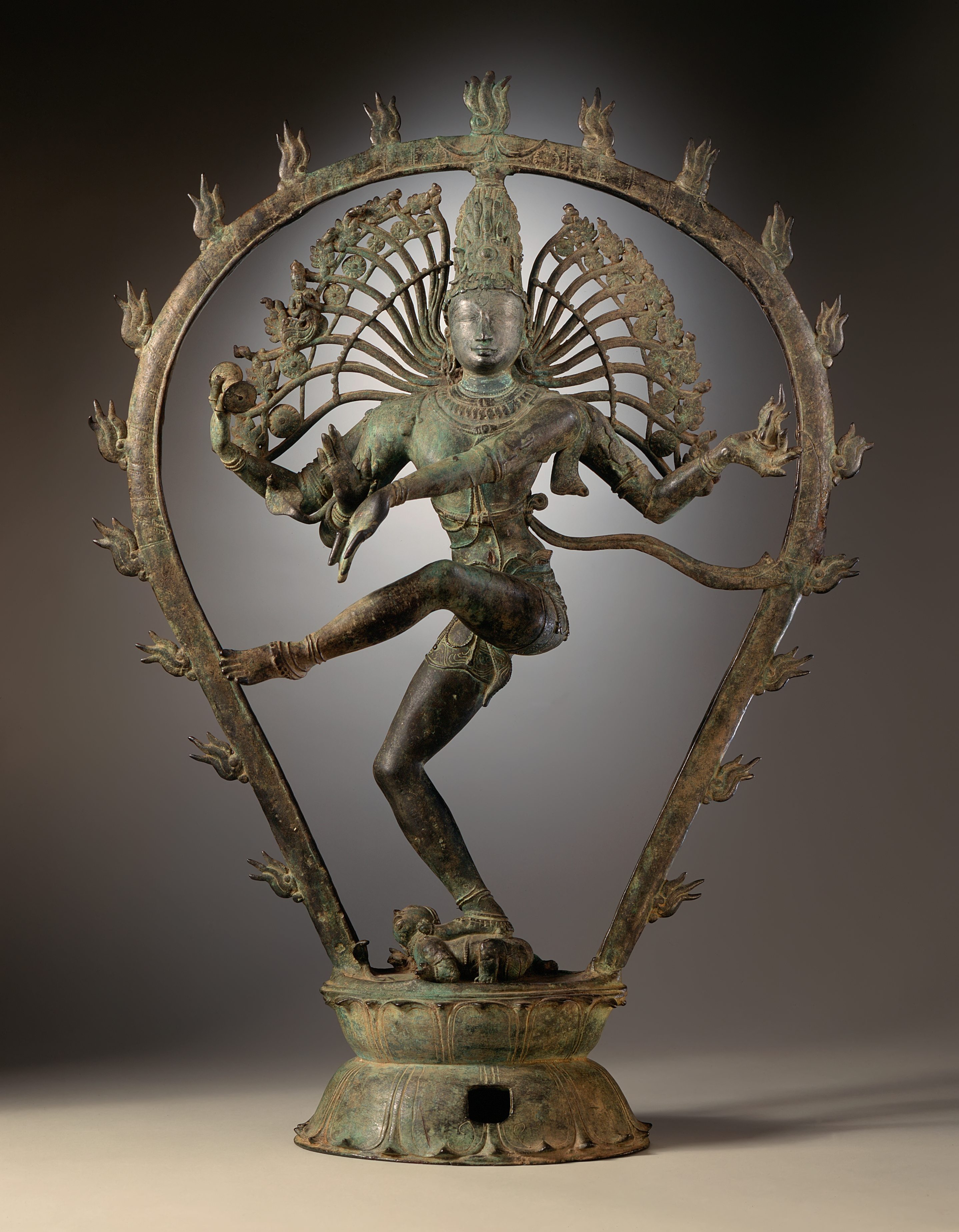
Nataraja from Tamil Nadu, India. Chola Dynasty

O vídeo da música "Where Have You Been" foi filmado entre os dias 7 de março e 8 de março de 2012 em Los Angeles, Califórnia e foi dirigido por Dave Meyers. Em 27 de abril de 2012 Rihanna divulgou em seu canal do Youtube teasers com partes do Making Of do clipe e divulgou a data de lançamento do mesmo, marcada para o dia 30 do mesmo mês. O clipe começa com Rihanna subindo a superfície de um rio, e algumas imagens são intercaladas mostrando a cantora nua com um objeto. Em seguida, mostra uma parte onde a cantora parece estar em um deserto, dançando, com um figurino meio "indiano". No refrão começa a coreografia e Rihanna e os bailarinos começam a dançar. Na segunda parte da música, Rihanna aparece com um outro figurino, com muitos bailarinos e um outro lugar e uma outra coreografia é apresentada entre eles, e imagens são intercaladas de Rihanna com outro visual sobre uma espécie de "ninho" fazendo poses. No refrão, Rihanna e os bailarinos dançam, com outra coreografia. Na outra parte da música, Rihanna aparece com outro visual, e desenhos no rosto, parecendo uma deusa indiana com vários braços, cantando. No final da música, a cantora volta ao mesmo lugar no início da música, com vários homens e ambos desaparecem na água.

## Performances ao vivo
Rihanna apresentou "Where Have You Been" pela primeira vez ao vivo no 2012 Post-Grammy Charity Fundraiser, juntamente com "We Found Love", em 13 de fevereiro de 2012. Em 15 de abril de 2012, Rihanna cantou a música no Coachella Valley Music and Arts Festival, juntamente com "We Found Love". Ela não era a intérprete oficial do festival, mas ela se juntou a Calvin Harris em seu conjunto.
No dia 5 de maio de 2012, Rihanna performou "Where Have You Been" no programa Saturday Night Live, juntamente com o single Talk That Talk. Rihanna apresentou/performou "Where Have You Been" na final do programa American Idol.

## Desempenho nas tabelas musicais

### Posições
| Tabela musical (2011/2012)                       | Melhor posição |
| ------------------------------------------------ | -------------- |
| Austrália - ARIA Charts                          | 6              |
| Áustria - Ö3 Austria Top 75                      | 1              |
| Bélgica - Ultratop 50 (Flandres)                 | 1              |
| Bélgica - Ultratop 40 (Valónia)                  | 1              |
| Brasil - Billboard Brasil Hot 100                | 4              |
| Brasil - Billboard Brasil Hot Pop                | 3              |
| Canadá - Canadian Hot 100                        | 1              |
| Dinamarca - Tracklisten                          | 4              |
| Espanha - Spanish Promusicae Chart               | 27             |
| Estados Unidos - Billboard Dance/Club Play Songs | 1              |
| Estados Unidos - Billboard Hot 100               | 5              |
| Estados Unidos - Billboard Radio Songs           | 2              |
| Estados Unidos - Pop Songs                       | 3              |
| França - SNEP                                    | 2              |
| Irlanda - IRMA                                   | 1              |
| Noruega - VG-lista                               | 8              |
| Nova Zelândia - RIANZ                            | 6              |
| Países Baixos - Dutch Top 40                     | 15             |
| Reino Unido - UK Dance Singles Chart             | 1              |
| Reino Unido - UK Singles Chart                   | 3              |
| Suécia - Sverigetopplistan                       | 1              |
| Suíça - Schweizer Hitparade                      | 19             |

## Histórico de lançamento
| País           | Data               | Formato          | Editora discográfica |
| -------------- | ------------------ | ---------------- | -------------------- |
| Estados Unidos | 8 de Maio de 2012  | Rádio mainstream | Def Jam              |
| Reino Unido    | 28 de Maio de 2012 | Descarga digital | Mercury              |